# Przyrówka
Przyrówka – nieoficjalna kolonia wsi Przyrowa w Polsce, położona w województwie kujawsko-pomorskim, w powiecie tucholskim, w gminie Gostycyn.
Miejscowość leży na Pojezierzu Krajeńskim.
W latach 1975–1998 miejscowość administracyjnie należała do województwa bydgoskiego.